# Godinotia
Genre
Espèce
Godinotia est un genre éteint de primates. L'espèce Godinotia neglecta est l'un des premiers primates connus. Le nom du genre est dédié au paléoanthropologue français Marc Godinot. 
Il vivait il y a 49 millions d'années au début de l'Éocène et était insectivore. Il ne mesurait que 30 centimètres de long, sans la queue. Il a été découvert en Allemagne en 2001.